# Дивізіон Бхопал
Дивізіон Бхопал — адміністративна географічна одиниця штату Мадх'я Прадеш. Бхопал — адміністративний центр дивізіону. Дивізіон поділяється на округи Бхопал, Райсен, Раджгарх, Сагар, і Відіша. До 27 серпня  2008 Дивізіон Бхопал також мав у своєму складі три округи: Бетал, Харда і Хошангабад, які утворили окремий lивізіон Нармадапурам.
Перед об'єднанням в штат Мадх'я Прадеш в 1956 округи Бхопал, Райсен і Сагар були частиною штату Бхопал, а округ Відіша — частиною штату Мадх'я Бхарат.
23°09′ пн. ш. 77°15′ сх. д. / 23.15° пн. ш. 77.25° сх. д.

## Округи
| Округ    | Адмінцентр | Площа км² | Населення (Перепис: 2001) | Густота чол/км² | Належність до 1956 |
| -------- | ---------- | --------- | ------------------------- | --------------- | ------------------ |
| Бхопал   | Бхопал     | 2.772     | 1.836.784                 | 663             | Бхопал             |
| Райсен   | Райсен     | 8.466     | 1.120.159                 | 132             | Бхопал             |
| Раджгарх | Раджгарх   | 6.143     | 1.253.246                 | 204             | Мадх'я Бхарат      |
| Сехор    | Сехор      | 6.578     | 1.078.769                 | 164             | Бхопал             |
| Відіша   | Відіша     | 7.362     | 1.214.759                 | 165             | Мадх'я Бхарат      |
| Загалом  | .          | 31.321    | 6.503.717                 | 208             |                    |

| Індія | Це незавершена стаття з географії Індії. Ви можете допомогти проєкту, виправивши або дописавши її. |